# 데와 유나이티드 FC
데와 유나이티드 FC(인도네시아어: Dewa United Football Club)는 2009년에 창단된 인도네시아의 축구 클럽으로, 반튼주 탕그랑슬라탄을 연고로 하고 있다. 현재 인도네시아의 최상위 리그인 리가 1에 참가하고 있다. 창단 당시 마르타푸라 FC(Martapura Football Club)라는 이름으로 활동하였으나, 2021년 현재의 이름으로 구단명을 변경하였다.
이 구단은 2021년에 리가 2 3위를 차지하면서 리가 1로 승격을 이루어냈다.

## 선수 명단

### 현역
- 리키 깜부아야(2023 ~ )
- 디미트리스 콜로보스(2023 ~ )
- 소니 스티븐스(2023 ~ )
- 알렉스 마르틴스 페헤이라(2023 ~ )